# Mount Buggery (berg i Australien, Victoria, Alpine)
Mount Buggery är ett berg i Australien. Det ligger i regionen Alpine och delstaten Victoria, omkring 190 kilometer nordost om delstatshuvudstaden Melbourne. Toppen på Mount Buggery är 1 161 meter över havet, eller 70 meter över den omgivande terrängen. Bredden vid basen är 1,4 km.
Runt Mount Buggery är det mycket glesbefolkat, med 3 invånare per kvadratkilometer..
I omgivningarna runt Mount Buggery växer i huvudsak städsegrön lövskog. Genomsnittlig årsnederbörd är 1 334 millimeter. Den regnigaste månaden är juli, med i genomsnitt 152 mm nederbörd, och den torraste är januari, med 60 mm nederbörd.